# 安定時間
安定時間（Settling time）也稱為整定時間，是指放大器或控制系統在步階輸入後，輸出到達最終值，且其誤差可維持在一定範圍（一般是會對稱於最終值）內的時間，是暫態響應的特性之一。安定時間包括很短的傳播延遲，加上輸出依照瞬态率振盪到最終值附近的時間，以及最後安定在允許誤差附近的時間。
有能量儲存的系統無法立即反應，當輸入變化或有擾動時會有暫態的現象。

## 定義
Tay, Mareels and Moore（1997）定義安定時間為「輸出到達最終值附近，且和最終值之間的誤差維持在一定範圍（一般是5%到2%）內所需要的時間。」

## 數學細節
安定時間和系統響應及時間常數有關。

### 一階系統

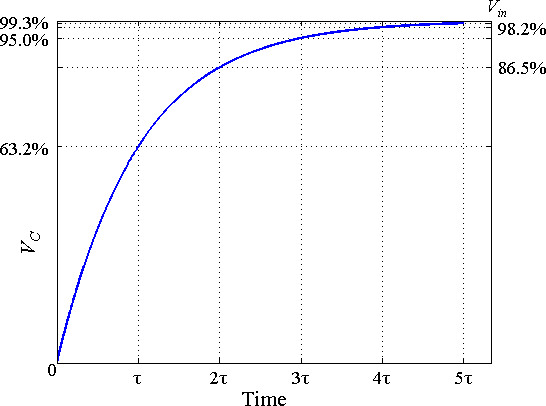
一階RC電路的階躍響應，三倍時間常數時輸出到達輸入的95%，在五倍時間常數時輸出到達輸入的99.3%

一階系統較少定義安定時間，但一階系統在三倍時間常數後，其輸出和穩態的誤差降至{\displaystyle e^{-3}\approx 0.05}，五倍時間常數後，其輸出和穩態的誤差降至{\displaystyle e^{-5}\approx 0.0067}，一般已可以忽略其誤差。

### 二階系統
若二階欠阻尼系統的阻尼比{\displaystyle \zeta \ll 1}，其步階響應下的安定時間可以用以下式來近似：
{\displaystyle T_{s}=-{\frac {\ln({\text{tolerance fraction}})}{{\text{damping ratio}}\times {\text{natural freq}}}}}
因此，誤差在2%內的安定時間為：
{\displaystyle T_{s}=-{\frac {\ln(0.02)}{\zeta \omega _{n}}}\approx {\frac {4}{\zeta \omega _{n}}}}

## 外部連結
- Second-Order System Example
- Op Amp Settling Time （页面存档备份，存于）

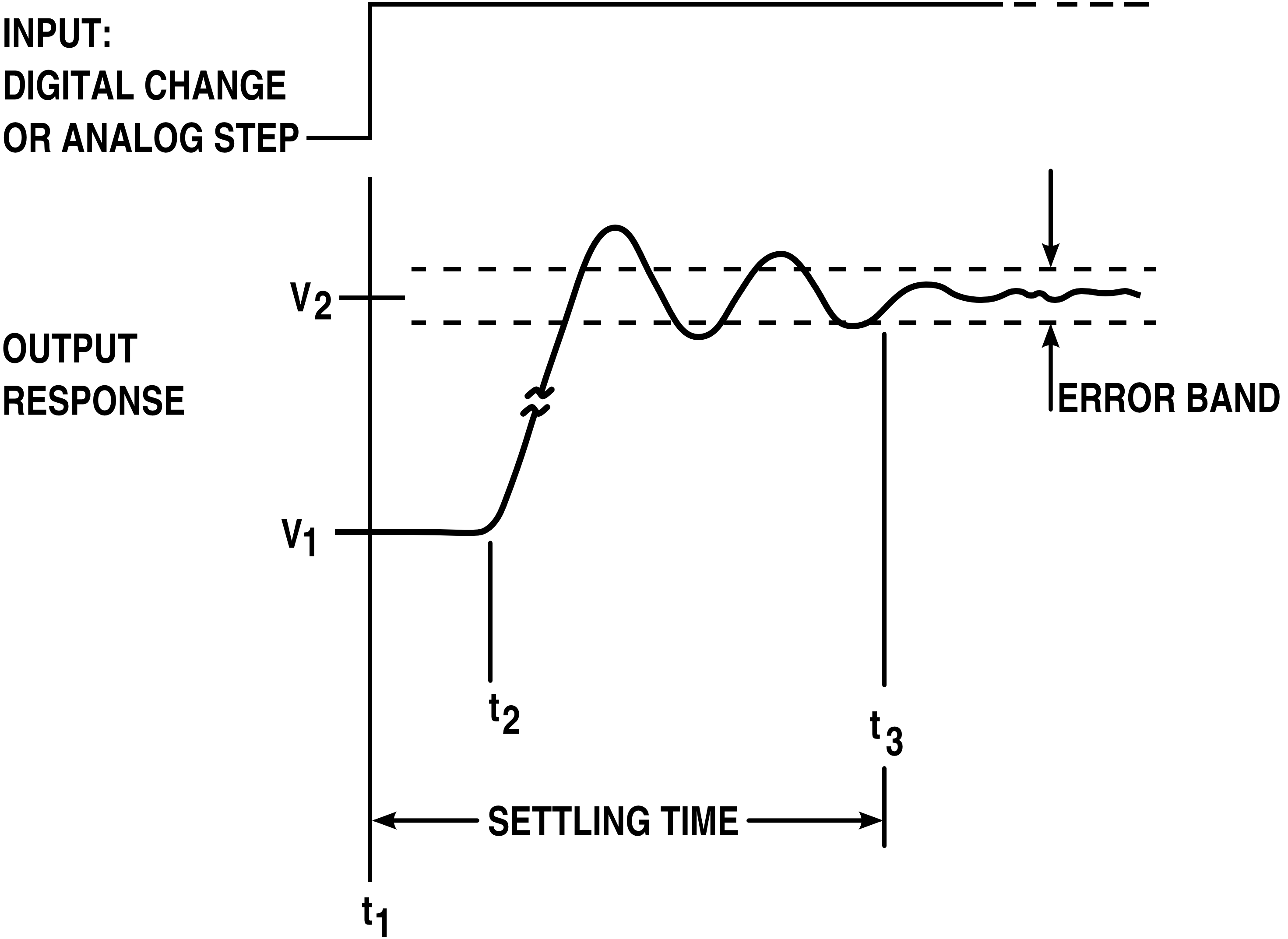
安定時間是在步階輸入後，輸出到達最終值，且誤差可維持在一定範圍內的時間

- Graphical tutorial of Settling time and Risetime
- MATLAB function （页面存档备份，存于） for computing settling time, rise time, and other step response characteristics